# Liga de Campeones de la Concacaf 2010-11
La Liga de Campeones de la Concacaf 2010-2011 fue la tercera edición de la Liga de Campeones de la Concacaf. Se disputó entre agosto de 2010 y abril de 2011. Se clasificaron ocho equipos directos a la fase de grupos (dos de los Estados Unidos, dos de México, y uno de Costa Rica, Panamá, Guatemala, y Honduras), mientras que 16 equipos jugaron una fase previa de clasificación. El campeón Monterrey se clasificó a la Copa Mundial de Clubes de la FIFA 2011.

## Equipos participantes
El Comité Ejecutivo de la Concacaf en su reunión realizada en sus oficinas en Nueva York, Estados Unidos, aprobó una redistribución de plazas, dándole a Panamá un boleto directo a la etapa de grupos de esta edición de la Liga de Campeones de la Concacaf. Sobre la base de la actuación exhibida por los equipos de Panamá en la etapa de grupos en las últimas dos temporadas, el comité ejecutivo de Concacaf decidió en noviembre conceder a Panamá un lugar en la fase de liga de la competencia, otorgándole el lugar reservado para El Salvador. Los dos equipos nuevos de El Salvador debieron incorporarse a la competencia a través de la fase preliminar. No se tenía contemplado que hubiera países centroamericanos con 3 cupos, pero debido a la desaprobación de Concacaf a los estadios de los equipos de Belice (Nizhee Corozal FC) y Nicaragua (Real Estelí) sus cupos fuero para Honduras (Motagua) y Panamá (San Francisco), respectivamente, por ser los países centroamericanos cuyos clubes han tenido mejores participaciones en las ediciones pasadas de esta Liga de Campeones de la Concacaf.
| País                     | Equipo                                                              | Vía de clasificación |
| ------------------------ | ------------------------------------------------------------------- | --- |
| Estados Unidos 4 cupos   | Real Salt Lake Columbus Crew Seattle Sounders FC Los Ángeles Galaxy | Campeón de la MLS Cup 2009 Ganador de la MLS Supporters' Shield Campeón de la Lamar Hunt U.S. Open Cup 2009 Subcampeón de la MLS Cup 2009         |
| México 4 cupos           | Monterrey Toluca Cruz Azul Santos Laguna                            | Campeón del Torneo Apertura 2009 Campeón del Torneo Bicentenario 2010 Subcampeón del Torneo Apertura 2009 Subcampeón del Torneo Bicentenario 2010 |
| Honduras 3 cupos         | Marathón Olimpia Motagua                                            | Campeón del Torneo Apertura 2009 (Honduras) Campeón del Torneo Clausura 2010 (Honduras) Mejor subcampeón Liga Nacional de Fútbol de Honduras      |
| Panamá 3 cupos           | Árabe Unido Tauro FC San Francisco FC                               | Campeón del Apertura 2009 y del Clausura 2010 Mejor subcampeón de la temporada 2009-10 Segundo mejor temporada subcampeón de la temporada 2009-10 |
| Costa Rica 2 cupos       | Brujas Deportivo Saprissa                                           | Campeón del Campeonato de Invierno 2009 Campeón del Campeonato de Verano 2010                                                                     |
| El Salvador 2 cupos      | C.D. FAS A.D. Isidro Metapán                                        | Campeón Apertura 2009 Campeón Apertura 2010 |
| Guatemala 2 cupos        | Municipal Xelajú                                                    | Campeón Apertura 2009 y Clausura 2010 Mejor clasificado de la temporada 2009-2010                                                                 |
| Trinidad y Tobago 2 cupo | Joe Public San Juan Jabloteh                                        | Subcampeón del Campeonato de Clubes de la CFU 2010 Tercer lugar del Campeonato de Clubes de la CFU 2010                                           |
| Canadá 1 cupo            | Toronto FC                                                          | Campeón del Campeonato Canadiense 2010 |
| Puerto Rico 1 cupo       | Puerto Rico Islanders                                               | Campeón del Campeonato de Clubes de la CFU 2010                                                                                                   |

## Formato
De los 24 equipos calificados, 16 compitieron en la ronda preliminar y ocho desde la fase de grupos, el sorteo para el emparejamiento de grupos se realizó el 19 de mayo de 2010 en las oficinas de la Concacaf en la ciudad de Nueva York.
| Fase de grupos      | Fase de grupos | Fase de grupos     | Fase de grupos        |
| Tómbola A           | Tómbola A      | Tómbola B          | Tómbola B             |
| ------------------- | -------------- | ------------------ | --------------------- |
| Monterrey           | Columbus Crew  | Deportivo Saprissa | Municipal             |
| Toluca              | Real Salt Lake | Olimpia            | Árabe Unido           |
| Fase preliminar     |                |                    |                       |
| Tómbola A           | Tómbola A      | Tómbola B          | Tómbola B             |
| Cruz Azul           | Toronto FC     | Isidro Metapán     | Xelajú                |
| Santos Laguna       | Brujas         | Motagua            | Puerto Rico Islanders |
| Los Ángeles Galaxy  | Marathón       | San Francisco      | Joe Public            |
| Seattle Sounders FC | C.D. FAS       | Tauro              | San Juan Jabloteh     |

## Primera fase
La primera fase fue de eliminación directa.
Los partidos de ida se jugaron el 27-29 de julio y los de vuelta del 3 al 5 de agosto
| N.º | Local ida          | Resultado global | Local vuelta          | Ida | Vuelta |
| --- | ------------------ | ---------------- | --------------------- | --- | ------ |
| 1   | FAS                | 3:1              | Xelajú                | 1:1 | 2:0    |
| 2   | Brujas             | 4:6              | Joe Public            | 2:2 | 2:4    |
| 3   | San Francisco      | 2:9              | Cruz Azul             | 2:3 | 0:6    |
| 4   | Los Ángeles Galaxy | 3:5              | Puerto Rico Islanders | 1:4 | 2:1    |
| 5   | Tauro              | 2:4              | Marathón              | 0:3 | 2:1    |
| 6   | Seattle Sounders   | 2:1              | A.D.Isidro Metapán    | 1:0 | 1:1    |
| 7   | San Juan Jabloteh  | 0:6              | Santos Laguna         | 0:1 | 0:5    |
| 8   | Toronto            | 3:2              | Motagua               | 1:0 | 2:2    |

## Segunda fase
Llamada fase de grupos, para la que se clasificaron directamente los equipos campeones de México, Estados Unidos, Costa Rica, Honduras, Guatemala y Panamá, además de los ocho equipos ganadores de la primera fase. Esta fase se jugó entre los meses de agosto y octubre de 2010. El criterio para desempate entre clubes igualados en puntos fue el mismo que se usa en Europa.

### Grupo A
| Equipo         | Pts. | PJ | PG | PE | PP | GF | GC | Dif |
| -------------- | ---- | -- | -- | -- | -- | -- | -- | --- |
| Real Salt Lake | 13   | 6  | 4  | 1  | 1  | 17 | 11 | +6  |
| Cruz Azul      | 10   | 6  | 3  | 1  | 2  | 15 | 9  | +6  |
| Toronto        | 8    | 6  | 2  | 2  | 2  | 5  | 7  | -2  |
| Árabe Unido    | 3    | 6  | 1  | 0  | 5  | 4  | 14 | -10 |

| \| Fecha \| Lugar \| Local \| Resultado \| Visitante \| \| ---------------- \| ---------------- \| -------------- \| --------- \| -------------- \| \| 17 de agosto \| Toronto \| Toronto \| 2-1 \| Cruz Azul \| \| 18 de agosto \| Sandy \| Real Salt Lake \| 2-1 \| Árabe Unido \| \| 24 de agosto \| La Chorrera \| Árabe Unido \| 1-0 \| Toronto \| \| 25 de agosto \| Ciudad de México \| Cruz Azul \| 5-4 \| Real Salt Lake \| \| 15 de septiembre \| Ciudad de Panamá \| Árabe Unido \| 0-6 \| Cruz Azul \| \| 15 de septiembre \| Sandy \| Real Salt Lake \| 4-1 \| Toronto \| \| 21 de septiembre \| Ciudad de México \| Cruz Azul \| 0-0 \| Toronto \| \| 22 de septiembre \| Ciudad de Panamá \| Árabe Unido \| 2-3 \| Real Salt Lake \| \| 28 de septiembre \| Toronto \| Toronto \| 1-1 \| Real Salt Lake \| \| 28 de septiembre \| Ciudad de México \| Cruz Azul \| 2-0 \| Árabe Unido \| \| 19 de octubre \| Toronto \| Toronto \| 1-0 \| Árabe Unido \| \| 19 de octubre \| Sandy \| Real Salt Lake \| 3-1 \| Cruz Azul \| |                  |                |           |                |
| Fecha | Lugar            | Local          | Resultado | Visitante      |
| 17 de agosto | Toronto          | Toronto        | 2-1       | Cruz Azul      |
| 18 de agosto | Sandy            | Real Salt Lake | 2-1       | Árabe Unido    |
| 24 de agosto | La Chorrera      | Árabe Unido    | 1-0       | Toronto        |
| 25 de agosto | Ciudad de México | Cruz Azul      | 5-4       | Real Salt Lake |
| 15 de septiembre | Ciudad de Panamá | Árabe Unido    | 0-6       | Cruz Azul      |
| 15 de septiembre | Sandy            | Real Salt Lake | 4-1       | Toronto        |
| 21 de septiembre | Ciudad de México | Cruz Azul      | 0-0       | Toronto        |
| 22 de septiembre | Ciudad de Panamá | Árabe Unido    | 2-3       | Real Salt Lake |
| 28 de septiembre | Toronto          | Toronto        | 1-1       | Real Salt Lake |
| 28 de septiembre | Ciudad de México | Cruz Azul      | 2-0       | Árabe Unido    |
| 19 de octubre | Toronto          | Toronto        | 1-0       | Árabe Unido    |
| 19 de octubre | Sandy            | Real Salt Lake | 3-1       | Cruz Azul      |

### Grupo B
| Equipo        | Pts. | PJ | PG | PE | PP | GF | GC | Dif |
| ------------- | ---- | -- | -- | -- | -- | -- | -- | --- |
| Santos Laguna | 13   | 6  | 4  | 1  | 1  | 19 | 7  | +12 |
| Columbus Crew | 12   | 6  | 4  | 0  | 2  | 10 | 4  | +6  |
| Municipal     | 8    | 6  | 2  | 2  | 2  | 9  | 13 | -4  |
| Joe Public    | 1    | 6  | 0  | 1  | 5  | 7  | 21 | -14 |

| Fecha            | Lugar               | Local         | Resultado | Visitante     |
| ---------------- | ------------------- | ------------- | --------- | ------------- |
| 18 de agosto     | Tunapuna            | Joe Public    | 2-5       | Santos Laguna |
| 18 de agosto     | Columbus            | Columbus Crew | 1-0       | Municipal     |
| 24 de agosto     | Torreón             | Santos Laguna | 1-0       | Columbus Crew |
| 26 de agosto     | Ciudad de Guatemala | Municipal     | 1-1       | Joe Public    |
| 14 de septiembre | Columbus            | Columbus Crew | 3-0       | Joe Public    |
| 14 de septiembre | Ciudad de Guatemala | Municipal     | 2-2       | Santos Laguna |
| 21 de septiembre | Columbus            | Columbus Crew | 1-0       | Santos Laguna |
| 23 de septiembre | Tunapuna            | Joe Public    | 2-3       | Municipal     |
| 29 de septiembre | Torreón             | Santos Laguna | 5-1       | Joe Public    |
| 29 de septiembre | Ciudad de Guatemala | Municipal     | 2-1       | Columbus Crew |
| 19 de octubre    | Torreón             | Santos Laguna | 6-1       | Municipal     |
| 21 de octubre    | Tunapuna            | Joe Public    | 1-4       | Columbus Crew |

### Grupo C
| Equipo             | Pts. | PJ | PG | PE | PP | GF | GC | Dif |
| ------------------ | ---- | -- | -- | -- | -- | -- | -- | --- |
| Monterrey          | 16   | 6  | 5  | 1  | 0  | 11 | 4  | +7  |
| Deportivo Saprissa | 10   | 6  | 3  | 1  | 2  | 11 | 7  | +4  |
| Marathón           | 6    | 6  | 2  | 0  | 4  | 4  | 10 | -6  |
| Seattle Sounders   | 3    | 6  | 1  | 0  | 5  | 5  | 10 | -5  |

| Fecha            | Lugar             | Local              | Resultado | Visitante          |
| ---------------- | ----------------- | ------------------ | --------- | ------------------ |
| 17 de agosto     | Monterrey         | Monterrey          | 1-0       | Deportivo Saprissa |
| 19 de agosto     | San Pedro Sula    | Marathón           | 2-1       | Seattle Sounders   |
| 25 de agosto     | Seattle           | Seattle Sounders   | 0-2       | Monterrey          |
| 26 de agosto     | San Juan de Tibás | Deportivo Saprissa | 4-1       | Marathón           |
| 14 de septiembre | Monterrey         | Monterrey          | 2-0       | Marathón           |
| 14 de septiembre | San Juan de Tibás | Deportivo Saprissa | 2-0       | Seattle Sounders   |
| 22 de septiembre | Monterrey         | Monterrey          | 3-2       | Seattle Sounders   |
| 22 de septiembre | San Pedro Sula    | Marathón           | 2-1       | Deportivo Saprissa |
| 28 de septiembre | San Juan de Tibás | Deportivo Saprissa | 2-2       | Monterrey          |
| 29 de septiembre | Seattle           | Seattle Sounders   | 2-0       | Marathón           |
| 19 de octubre    | Seattle           | Seattle Sounders   | 1-2       | Deportivo Saprissa |
| 20 de octubre    | San Pedro Sula    | Marathón           | 0-1       | Monterrey          |

### Grupo D
| Equipo                | Pts. | PJ | PG | PE | PP | GF | GC | Dif |
| --------------------- | ---- | -- | -- | -- | -- | -- | -- | --- |
| Olimpia               | 13   | 6  | 4  | 1  | 1  | 12 | 7  | +5  |
| Toluca                | 10   | 6  | 3  | 1  | 2  | 15 | 5  | +10 |
| Puerto Rico Islanders | 8    | 6  | 2  | 2  | 2  | 8  | 10 | -2  |
| FAS                   | 2    | 6  | 0  | 2  | 4  | 2  | 15 | -13 |

| Fecha            | Lugar          | Local                 | Resultado | Visitante             |
| ---------------- | -------------- | --------------------- | --------- | --------------------- |
| 17 de agosto     | Bayamón        | Puerto Rico Islanders | 1-1       | Olimpia               |
| 18 de agosto     | Santa Ana      | FAS                   | 0-0       | Toluca                |
| 25 de agosto     | Bayamón        | Puerto Rico Islanders | 4-1       | FAS                   |
| 26 de agosto     | Toluca         | Toluca                | 4-0       | Olimpia               |
| 15 de septiembre | Toluca         | Toluca                | 3-0       | Puerto Rico Islanders |
| 16 de septiembre | Tegucigalpa    | Olimpia               | 2-0       | FAS                   |
| 22 de septiembre | Santa Ana      | FAS                   | 0-0       | Puerto Rico Islanders |
| 23 de septiembre | San Pedro Sula | Olimpia               | 2-1       | Toluca                |
| 29 de septiembre | Bayamón        | Puerto Rico Islanders | 3-2       | Toluca                |
| 30 de septiembre | Santa Ana      | FAS                   | 1-4       | Olimpia               |
| 20 de octubre    | Toluca         | Toluca                | 5-0       | FAS                   |
| 20 de octubre    | Tegucigalpa    | Olimpia               | 3-0       | Puerto Rico Islanders |

## Tercera fase
Los primeros y segundos clubes de cada uno de los cuatro grupos avanzaron a la etapa de eliminación directa de la Liga de Campeones de la Concacaf. Estos ocho equipos se sortearon para la ronda de cuartos de final, de manera que un primer lugar de grupo enfrentó a un segundo lugar de grupo.
Los cuartos de final se llevaron a cabo del 22 al 24 de febrero del 2011 en la ida, y los partidos de vuelta se disputaron del 1 al 3 de marzo del 2011.
En este torneo, la Concacaf decidió que los equipos mexicanos se eliminen en tercera fase, para que no tengan posibilidad de llegar juntos a las semifinales, debido a la falta de competencia deportiva en la zona y que equipos de otros países tengan la posibilidad de ir al Mundial de Clubes.
|  | Cuartos de final                                                   | Cuartos de final                                                   | Cuartos de final                                                   | Cuartos de final                                                   | Cuartos de final                                                   |   |    | Semifinales                                                      | Semifinales                                                      | Semifinales                                                      | Semifinales                                                      | Semifinales                                                      |  |    | Final                                                  | Final                                                  | Final                                                  | Final                                                  | Final                                                  |  |
|  | 22 al 24 de febrero de 2011 (Ida) 1 al 3 de marzo de 2011 (Vuelta) | 22 al 24 de febrero de 2011 (Ida) 1 al 3 de marzo de 2011 (Vuelta) | 22 al 24 de febrero de 2011 (Ida) 1 al 3 de marzo de 2011 (Vuelta) | 22 al 24 de febrero de 2011 (Ida) 1 al 3 de marzo de 2011 (Vuelta) | 22 al 24 de febrero de 2011 (Ida) 1 al 3 de marzo de 2011 (Vuelta) |   |    | 15 de marzo de 2011 (Ida) 5 de abril-6 de abril de 2011 (Vuelta) | 15 de marzo de 2011 (Ida) 5 de abril-6 de abril de 2011 (Vuelta) | 15 de marzo de 2011 (Ida) 5 de abril-6 de abril de 2011 (Vuelta) | 15 de marzo de 2011 (Ida) 5 de abril-6 de abril de 2011 (Vuelta) | 15 de marzo de 2011 (Ida) 5 de abril-6 de abril de 2011 (Vuelta) |  |    | 20 de abril de 2011 (Ida) 27 de abril de 2011 (Vuelta) | 20 de abril de 2011 (Ida) 27 de abril de 2011 (Vuelta) | 20 de abril de 2011 (Ida) 27 de abril de 2011 (Vuelta) | 20 de abril de 2011 (Ida) 27 de abril de 2011 (Vuelta) | 20 de abril de 2011 (Ida) 27 de abril de 2011 (Vuelta) |  |
|  |                                                                    |                                                                    |                                                                    |                                                                    |                                                                    |   |    |                                                                  |                                                                  |                                                                  |                                                                  |                                                                  |  |    |                                                        |                                                        |                                                        |                                                        |                                                        |  |
|  |                                                                    |                                                                    |                                                                    |                                                                    |                                                                    |   |    |                                                                  |                                                                  |                                                                  |                                                                  |                                                                  |  |    |                                                        |                                                        |                                                        |                                                        |                                                        |  |
|  | D2                                                                 | Toluca                                                             | 0                                                                  | 0                                                                  | 0                                                                  |   |    |                                                                  |                                                                  |                                                                  |                                                                  |                                                                  |  |    |                                                        |                                                        |                                                        |                                                        |                                                        |  |
|  | D2                                                                 | Toluca                                                             | 0                                                                  | 0                                                                  | 0                                                                  |   |    |                                                                  |                                                                  |                                                                  |                                                                  |                                                                  |  |    |                                                        |                                                        |                                                        |                                                        |                                                        |  |
|  | C1                                                                 | Monterrey                                                          | 1                                                                  | 1                                                                  | 2                                                                  |   |    |                                                                  |                                                                  |                                                                  |                                                                  |                                                                  |  |    |                                                        |                                                        |                                                        |                                                        |                                                        |  |
|  | C1                                                                 | Monterrey                                                          | 1                                                                  | 1                                                                  | 2                                                                  |   | C1 | Monterrey                                                        | 2                                                                | 1                                                                | 3                                                                |                                                                  |  |    |                                                        |                                                        |                                                        |                                                        |                                                        |  |
|  |                                                                    |                                                                    |                                                                    |                                                                    |                                                                    |   | C1 | Monterrey                                                        | 2                                                                | 1                                                                | 3                                                                |                                                                  |  |    |                                                        |                                                        |                                                        |                                                        |                                                        |  |
|  |                                                                    |                                                                    | A2                                                                 | Cruz Azul                                                          | 1                                                                  | 1 | 2  |                                                                  |                                                                  |                                                                  |                                                                  |                                                                  |  |    |                                                        |                                                        |                                                        |                                                        |                                                        |  |
|  | A2                                                                 | Cruz Azul                                                          | A2                                                                 | Cruz Azul                                                          | 1                                                                  | 1 | 2  | 2                                                                | 3                                                                | 5                                                                |                                                                  |                                                                  |  |    |                                                        |                                                        |                                                        |                                                        |                                                        |  |
|  | A2                                                                 | Cruz Azul                                                          |                                                                    |                                                                    |                                                                    |   |    |                                                                  |                                                                  | 5                                                                |                                                                  |                                                                  |  |    |                                                        |                                                        |                                                        |                                                        |                                                        |  |
|  | B1                                                                 | Santos                                                             | 0                                                                  | 1                                                                  | 1                                                                  |   |    |                                                                  |                                                                  |                                                                  |                                                                  |                                                                  |  |    |                                                        |                                                        |                                                        |                                                        |                                                        |  |
|  | B1                                                                 | Santos                                                             | 0                                                                  | 1                                                                  | 1                                                                  |   |    |                                                                  |                                                                  |                                                                  |                                                                  |                                                                  |  | C1 | Monterrey                                              | 2                                                      | 1                                                      | 3                                                      |                                                        |  |
|  |                                                                    |                                                                    |                                                                    |                                                                    |                                                                    |   |    |                                                                  |                                                                  |                                                                  |                                                                  |                                                                  |  | C1 | Monterrey                                              | 2                                                      | 1                                                      | 3                                                      |                                                        |  |
|  |                                                                    |                                                                    | A1                                                                 | Real Salt Lake                                                     | 2                                                                  | 0 | 2  |                                                                  |                                                                  |                                                                  |                                                                  |                                                                  |  |    |                                                        |                                                        |                                                        |                                                        |                                                        |  |
|  | B2                                                                 | Columbus Crew                                                      | A1                                                                 | Real Salt Lake                                                     | 2                                                                  | 0 | 2  | 0                                                                | 1                                                                | 1                                                                |                                                                  |                                                                  |  |    |                                                        |                                                        |                                                        |                                                        |                                                        |  |
|  | B2                                                                 | Columbus Crew                                                      |                                                                    |                                                                    |                                                                    |   |    |                                                                  |                                                                  | 1                                                                |                                                                  |                                                                  |  |    |                                                        |                                                        |                                                        |                                                        |                                                        |  |
|  | A1                                                                 | Real Salt Lake                                                     | 0                                                                  | 4                                                                  | 4                                                                  |   |    |                                                                  |                                                                  |                                                                  |                                                                  |                                                                  |  |    |                                                        |                                                        |                                                        |                                                        |                                                        |  |
|  | A1                                                                 | Real Salt Lake                                                     | 0                                                                  | 4                                                                  | 4                                                                  |   | A1 | Real Salt Lake                                                   | 2                                                                | 1                                                                | 3                                                                |                                                                  |  |    |                                                        |                                                        |                                                        |                                                        |                                                        |  |
|  |                                                                    |                                                                    |                                                                    |                                                                    |                                                                    |   | A1 | Real Salt Lake                                                   | 2                                                                | 1                                                                | 3                                                                |                                                                  |  |    |                                                        |                                                        |                                                        |                                                        |                                                        |  |
|  |                                                                    |                                                                    | C2                                                                 | Saprissa                                                           | 0                                                                  | 2 | 2  |                                                                  |                                                                  |                                                                  |                                                                  |                                                                  |  |    |                                                        |                                                        |                                                        |                                                        |                                                        |  |
|  | C2                                                                 | Saprissa                                                           | C2                                                                 | Saprissa                                                           | 0                                                                  | 2 | 2  | 1                                                                | 2                                                                | 3                                                                |                                                                  |                                                                  |  |    |                                                        |                                                        |                                                        |                                                        |                                                        |  |
|  | C2                                                                 | Saprissa                                                           |                                                                    |                                                                    |                                                                    |   |    |                                                                  |                                                                  | 3                                                                |                                                                  |                                                                  |  |    |                                                        |                                                        |                                                        |                                                        |                                                        |  |
|  | D1                                                                 | Olimpia                                                            | 0                                                                  | 1                                                                  | 1                                                                  |   |    |                                                                  |                                                                  |                                                                  |                                                                  |                                                                  |  |    |                                                        |                                                        |                                                        |                                                        |                                                        |  |
|  | D1                                                                 | Olimpia                                                            | 0                                                                  | 1                                                                  | 1                                                                  |   |    |                                                                  |                                                                  |                                                                  |                                                                  |                                                                  |  |    |                                                        |                                                        |                                                        |                                                        |                                                        |  |
|  |                                                                    |                                                                    |                                                                    |                                                                    |                                                                    |   |    |                                                                  |                                                                  |                                                                  |                                                                  |                                                                  |  |    |                                                        |                                                        |                                                        |                                                        |                                                        |  |

### Cuartos de final

#### Monterrey - Toluca
| 23 de febrero de 2011 | Toluca | 0:1 (0:0) | Monterrey       | Estadio Nemesio Díez, Toluca                                 |                                                              |
|                       |        | Reporte   | O. Martínez 82' | Asistencia: 13 899 espectadores Árbitro(s): Francisco Chacón | Asistencia: 13 899 espectadores Árbitro(s): Francisco Chacón |

| 2 de marzo de 2011 | Monterrey      | 1:0 (0:0) | Toluca | Estadio Tecnológico, Monterrey                                      |                                                                     |
|                    | N. Cardozo 88' | Reporte   |        | Asistencia: 17 000 espectadores Árbitro(s): Marco Antonio Rodríguez | Asistencia: 17 000 espectadores Árbitro(s): Marco Antonio Rodríguez |

#### Santos - Cruz Azul
| 22 de febrero de 2011 | Cruz Azul                | 2:0 (0:0) | Santos | Estadio Azul, Ciudad de México                              |                                                             |
|                       | Orozco 57' · Giménez 68' | Reporte   |        | Asistencia: 25 062 espectadores Árbitro(s): Paul Delgadillo | Asistencia: 25 062 espectadores Árbitro(s): Paul Delgadillo |

| 1 de marzo de 2011 | Santos      | 1:3 (0:1) | Cruz Azul                   | Nuevo Estadio Corona, Torreón                                     |                                                                   |
|                    | Benítez 70' | Reporte   | Villa 37' 52' · Giménez 49' | Asistencia: 25 000 espectadores Árbitro(s): Roberto García Orozco | Asistencia: 25 000 espectadores Árbitro(s): Roberto García Orozco |

#### Real Salt Lake - Columbus Crew
| 22 de febrero de 2011 | Columbus Crew | 0:0 (0:0) | Real Salt Lake | Columbus Crew Stadium, Columbus                         |                                                         |
|                       |               | Reporte   |                | Asistencia: 4 500 espectadores Árbitro(s): Jair Marrufo | Asistencia: 4 500 espectadores Árbitro(s): Jair Marrufo |

| 1 de marzo de 2011 | Real Salt Lake                                    | 4:1 (2:0) | Columbus Crew | Rio Tinto Stadium, Sandy                                |                                                         |
|                    | Saborío 23' · J. Morales 36' 76' · Williams 90+4' | Reporte   | Mendoza 48'   | Asistencia: 15 405 espectadores Árbitro(s): Mark Geiger | Asistencia: 15 405 espectadores Árbitro(s): Mark Geiger |

#### Olimpia - Saprissa
| 24 de febrero de 2011 | Saprissa   | 1:0 (1:0) | Olimpia | Estadio Ricardo Saprissa, San Juan de Tibás              |                                                          |
|                       | Alonso 23' | Reporte   |         | Asistencia: 12 344 espectadores Árbitro(s): Walter López | Asistencia: 12 344 espectadores Árbitro(s): Walter López |

| 3 de marzo de 2011 | Olimpia   | 1:2 (0:1) | Saprissa                 | Estadio Nacional de Tegucigalpa, Tegucigalpa             |                                                          |
|                    | Rojas 53' | Reporte   | Alonso 26' · Cordero 63' | Asistencia: 20 000 espectadores Árbitro(s): Joel Aguilar | Asistencia: 20 000 espectadores Árbitro(s): Joel Aguilar |

### Semifinales

#### Real Salt Lake - Saprissa
| 15 de marzo de 2011 | Real Salt Lake             | 2:0 (1:0) | Saprissa | Rio Tinto Stadium, Sandy                                      |                                                               |
|                     | Saborío 9' · Espíndola 68' |           |          | Asistencia: 16 668 espectadores Árbitro(s): Enrico Wijngaarde | Asistencia: 16 668 espectadores Árbitro(s): Enrico Wijngaarde |

| 5 de abril de 2011 | Saprissa                       | 2:1 (0:0) | Real Salt Lake | Estadio Ricardo Saprissa, San Juan de Tibás                         |                                                                     |
|                    | Cordero 46' · Solís 87' (pen.) |           | Olave 61'      | Asistencia: 21 065 espectadores Árbitro(s): Marco Antonio Rodríguez | Asistencia: 21 065 espectadores Árbitro(s): Marco Antonio Rodríguez |

#### Monterrey - Cruz Azul
| 16 de marzo de 2011, 20:00 | Monterrey                   | 2:1 (1:0) | Cruz Azul  | Estadio Tecnológico, Monterrey                              |                                                             |
|                            | N. Cardozo 9' · Santana 56' |           | Cortés 49' | Asistencia: 27 000 espectadores Árbitro(s): Paul Delgadillo | Asistencia: 27 000 espectadores Árbitro(s): Paul Delgadillo |

| 6 de abril de 2011, 19:00 | Cruz Azul    | 1:1 (1:0) | Monterrey        | Estadio Azul, Ciudad de México                               |                                                              |
|                           | Villaluz 23' |           | Suazo 80' (pen.) | Asistencia: 26 750 espectadores Árbitro(s): Francisco Chacón | Asistencia: 26 750 espectadores Árbitro(s): Francisco Chacón |

### Final

#### Real Salt Lake - Monterrey
| 20 de abril de 2011, 22:00 | Monterrey                        | 2:2 (1:1) | Real Salt Lake                | Estadio Tecnológico, Monterrey,                          |                                                          |
|                            | de Nigris 18' · Suazo 63' (pen.) | Reporte   | Borchers 35' · J. Morales 89' | Asistencia: 30 247 espectadores Árbitro(s): Joel Aguilar | Asistencia: 30 247 espectadores Árbitro(s): Joel Aguilar |

| 27 de abril de 2011, 22:00 | Real Salt Lake | 0:1 (0:1) | Monterrey | Rio Tinto Stadium, Sandy, Utah,                            |                                                            |
|                            |                | Reporte   | Suazo 45' | Asistencia: 20 738 espectadores Árbitro(s): Roberto Moreno | Asistencia: 20 738 espectadores Árbitro(s): Roberto Moreno |

|  |  |

| MONTERREY:             |    |                    |     |     |
|                        |    |                    |     |     |
| GK                     | 1  | Jonathan Orozco    |     |     |
| DF                     | 15 | José María Basanta |     |     |
| DF                     | 4  | Ricardo Osorio     |     |     |
| DF                     | 24 | Sergio Pérez       |     |     |
| DF                     | 21 | Hiram Mier         |     |     |
| MF                     | 8  | Luis Ernesto Pérez |     | 21' |
| MF                     | 18 | Neri Cardozo       |     |     |
| MF                     | 20 | Walter Ayoví       |     |     |
| FW                     | 9  | Aldo de Nigris     | 18' | 21' |
| FW                     | 26 | Humberto Suazo     |     |     |
| FW                     | 11 | Sergio Santana     |     | 70' |
| Sustituciones:         |    |                    |     |     |
| MF                     | 17 | Jesús Zavala       | 72' | 21' |
| FW                     | 10 | Osvaldo Martínez   |     | 21' |
| FW                     | 28 | Jesús Arellano     |     | 70' |
| Entrenador:            |    |                    |     |     |
| Víctor Manuel Vucetich |    |                    |     |     |

| REAL SALT LAKE: |    |                  |     |     |
|                 |    |                  |     |     |
| GK              | 18 | Nick Rimando     |     |     |
| DF              | 3  | Robbie Russell   |     | 82' |
| DF              | 6  | Nat Borchers     |     |     |
| DF              | 17 | Chris Wingert    |     |     |
| DF              | 4  | Jámison Olave    |     |     |
| MF              | 5  | Kyle Beckerman   | 65' |     |
| MF              | 20 | Ned Grabavoy     |     | 61' |
| MF              | 8  | Will Johnson     |     |     |
| MF              | 11 | Javier Morales   |     |     |
| FW              | 7  | Fabián Espíndola |     |     |
| FW              | 15 | Álvaro Saborío   | 72' | 82' |
| Sustituciones:  |    |                  |     |     |
| MF              | 77 | Andy Williams    | 74' | 61' |
| DF              | 2  | Tony Beltran     |     | 82' |
| MF              | 10 | Arturo Álvarez   |     | 82' |
| Entrenador:     |    |                  |     |     |
| Jason Kreis     |    |                  |     |     |

| Árbitros Asistentes: William Torres Juan Francisco Zumba Cuarto Árbitro: Elmer Bonilla |

|  |  |

| REAL SALT LAKE: |    |                  |     |     |
|                 |    |                  |     |     |
| GK              | 18 | Nick Rimando     |     |     |
| DF              | 17 | Chris Wingert    |     |     |
| DF              | 6  | Nat Borchers     |     |     |
| DF              | 3  | Robbie Russell   |     | 46' |
| DF              | 4  | Jámison Olave    |     |     |
| MF              | 8  | Will Johnson     |     |     |
| MF              | 20 | Ned Grabavoy     |     |     |
| MF              | 77 | Andy Williams    |     | 64' |
| MF              | 11 | Javier Morales   |     |     |
| FW              | 15 | Álvaro Saborío   |     |     |
| FW              | 7  | Fabián Espíndola | 30' | 85' |
| Sustituciones:  |    |                  |     |     |
| DF              | 2  | Tony Beltran     |     | 46' |
| MF              | 10 | Arturo Álvarez   |     | 64' |
| MF              | 10 | Paulo Araujo Jr. |     | 85' |
| Entrenador:     |    |                  |     |     |
| Jason Kreis     |    |                  |     |     |

| MONTERREY:             |    |                       |     |     |
|                        |    |                       |     |     |
| GK                     | 1  | Jonathan Orozco       |     |     |
| DF                     | 15 | José María Basanta    |     |     |
| DF                     | 24 | Sergio Pérez          | 42' |     |
| DF                     | 6  | Héctor Morales        |     |     |
| DF                     | 21 | Hiram Mier            |     |     |
| MF                     | 4  | Ricardo Osorio        | 75' |     |
| MF                     | 18 | Neri Cardozo          |     | 74' |
| MF                     | 20 | Walter Ayoví          |     |     |
| FW                     | 10 | Osvaldo Martínez      | 74' | 74' |
| FW                     | 26 | Humberto Suazo        | 90' |     |
| FW                     | 11 | Sergio Santana        |     | 60' |
| Sustituciones:         |    |                       |     |     |
| FW                     | 13 | Abraham Darío Carreño |     | 60' |
| DF                     | 5  | Duilio Davino         |     | 74' |
| DF                     | 2  | Severo Meza           |     | 77' |
| Entrenador:            |    |                       |     |     |
| Víctor Manuel Vucetich |    |                       |     |     |

| Árbitros Asistentes: Daniel Williamson Jaime Smith Cuarto Árbitro: Jafeth Perea |

|                   |
| Campeón Monterrey |
| Primer título     |

## Goleadores
| Jugador             | Equipo                | Goles |
| ------------------- | --------------------- | ----- |
| Javier Orozco       | Cruz Azul             | 11    |
| Álvaro Saborío      | Real Salt Lake        | 8     |
| Emanuel Villa       | Cruz Azul             | 8     |
| Héctor Mancilla     | Toluca                | 6     |
| Roger Rojas         | Olimpia               | 6     |
| Aldo de Nigris      | Monterrey             | 5     |
| José María Cárdenas | Santos Laguna         | 5     |
| Juan Cuevas         | Toluca                | 5     |
| Christian Giménez   | Cruz Azul             | 4     |
| David Foley         | Puerto Rico Islanders | 4     |
| Javier Morales      | Real Salt Lake        | 4     |
| Nicholas Addlery    | Puerto Rico Islanders | 4     |
| Claudio Cardozo     | Marathón              | 4     |
| Guillermo Ramírez   | Municipal             | 4     |
| Humberto Suazo      | Monterrey             | 4     |